# Elfie Beyer
Elfie Beyer (* 6. August 1920; † 18. November 1989; verheiratete Elfie Huhn) war eine deutsche Schauspielerin und Synchronsprecherin. Sie war unter anderem die deutsche Stimme von Vivien Leigh in Vom Winde verweht.

## Leben
Elfie Beyer ließ sich zur Theaterschauspielerin ausbilden und trat 1941 in ihrem ersten Film Kleine Mädchen – große Sorgen in einer Nebenrolle als Pensionatsmädchen auf. 1943 spielte sie in Großstadtmelodie an der Seite von Werner Hinz und Hilde Krahl. Ihre Filmauftritte blieben jedoch rar. Während der 1940er Jahre war sie häufiger auf der Theaterbühne zu sehen. So auch bei den Münchner Kammerspielen am 19. Oktober 1945 in Carl Zuckmayers Lustspiel Der fröhliche Weinberg unter der Regie von Jochen Hauer. Ebenfalls 1945 trat sie im Münchner Prinzregententheater in Paul Verhoevens Inszenierung von Shakespeares Sommernachtstraum neben Rudolf Vogel und Käthe Braun auf. Dabei wurde die bis Kriegsende verbotene Musik des jüdischen Komponisten Felix Mendelssohn Bartholdy erstmals wieder verwendet. 1951 spielte sie in Czardas der Herzen mit Wolf Albach-Retty und Hannelore Bollmann noch einmal in einem Kinofilm mit.
Elfie Beyer ist jedoch eher für ihre Arbeit als Synchronsprecherin bekannt. Ihre bekannteste Synchronrolle ist die der Scarlett O’Hara (Vivien Leigh) in der Synchronisation von Vom Winde verweht aus dem Jahr 1953, für die sie laut ihrer Tochter 6000 Mark bekam. Vivien Leigh hatte Beyer auch vier Jahre zuvor in Ihr erster Mann gesprochen. Weitere Schauspielerinnen, denen sie ihre Stimme lieh, waren Jennifer Jones in Das Lied von Bernadette, Susan Hayward in Piraten im karibischen Meer, Betty Grable in Dolly Sisters und Die Frau im Hermelin, Linda Darnell in König der Toreros, Nancy Olson in Boulevard der Dämmerung, Deborah Kerr in König Salomons Diamanten, Paulette Goddard in Die scharlachroten Reiter und Elsa Lanchester in Zeugin der Anklage.
Beyer war verheiratet unter dem Namen Huhn und hatte mindestens eine Tochter. Sie verstarb 1989 an Krebs.

## Filmografie
- 1941: Kleine Mädchen – große Sorgen
- 1943: Großstadtmelodie
- 1948: Frau Holle
- 1951: Czardas der Herzen

## Synchronarbeiten (Auswahl)
- 1939: Vom Winde verweht (Gone with the Wind) – Vivien Leigh als Scarlett O’Hara
- 1940: Ihr erster Mann (Waterloo Bridge) – Vivien Leigh als Myra (Synchronfassung von 1949)
- 1940: Die scharlachroten Reiter (North West Mounted Police) – Paulette Goddard als Louvette Carbeau (Synchronfassung von 1951)
- 1941: König der Toreros (Blood and Sand) – Linda Darnell als Carmen Espinosa (Synchronfassung von 1950)
- 1941: Schlagende Wetter (How Green Was My Valley) – Anna Lee als Bronwyn
- 1942: Piraten im karibischen Meer (Reap the Wild Wind) – Susan Hayward als Drusilla Alston
- 1943: Das Lied von Bernadette (The Song of Bernadette) – Jennifer Jones als Bernadette Soubirous
- 1943: Mein Schatz ist ein Matrose (Two Girls and a Sailor) – Gloria DeHaven als Jean Deyo (Synchronfassung von 1949)
- 1943: Phantom der Oper (Phantom of the Opera) – Susanna Foster als Christine Dubois
- 1945: Dolly Sisters (The Dolly Sisters) – Betty Grable als Yansci „Jenny“ Dolly (Synchronfassung von 1950)
- 1945: Ich kämpfe um dich (Spellbound) – Rhonda Fleming als Mary Carmichael
- 1948: Die Frau im Hermelin (That Lady in Ermine) – Betty Grable als Angelina (1. Synchronfassung von 1950)
- 1948: Miranda – Glynis Johns als Miranda Trewella
- 1949: Ich war eine männliche Kriegsbraut (I Was a Male War Bride) – Marion Marshall als Lt. Kitty Lawrence
- 1950: Boulevard der Dämmerung (Sunset Boulevard) – Nancy Olson als Betty Schaefer
- 1950: König Salomons Diamanten (King Solomon’s Mines) – Deborah Kerr als Elizabeth Curtis
- 1951: Schwester Maria Bonaventura (Thunder on the Hill) – Ann Blyth als Valerie Carns
- 1957: Zeugin der Anklage (Witness for the Prosecution) – Elsa Lanchester als Miss Plimsoll